# Лидо (Земун)
Лидо је плажа на Великом ратном острву у Београду, које се налази на територији општине Земун.

## Локација
Плажа Лидо се налази на северном шпицу Великог ратног острва на Дунаву. То је мала, пешчана плажа, која обухвата само мали део острва, јер је цело Велико ратно острво заштићено законом и урбанизација није дозвољена.

## Карактеристике
Плажа је добила име по Лиду из Венеције, и првобитно је развијена као дивља плажа која представља алтернативу много популарнијој и званичној плажи и парку Ади Циганлији. Упркос томе што је веома популарна првенствено међу становницима Земуна и Новог Београда, никада није успела да се приближи Ади Циганлији по популарности. Плажа је мала, без надзора и без готово икаквог смештаја, осим неколико ресторана. До почетка 2000-их година, до плаже се могло стићи само чамцем. Од 2000-их, сваког лета српска војска поставља понтонски мост, којим се стиже право до плаже. Организација фестивала „ЕХО“ који је одржан на острву почетком 2003. године била је катастрофална због лошег времена и финансијске малверзације од стране организатора.
До тада већ запостављени Лидо, за време великих поплава 2006. године доживео је своју најгору судбину. И оно мало инфраструктуре што је постојало однео је Дунав. Плажа није враћена у претходно стање и те године није постављан понтонски мост, док су само два чамца превозила путнике на острво. Као резултат свега тога, уместо 10.000 људи који иначе током лета свакодневно посете плажу и острво, 2006. је било свега око 200-300. У лето 2007, Лидо је коначно припремљен за посетиоце, а мост је поново постављен. У наредној години дошло је до још неких побољшања на плажи и острву. Плажа и зелени појас који окружује Лидо су очишћени и уређени, а по први пут су и спасиоци постављени на плажи, заједно са полицијском патролом и амбулантним бродом.

## Галерија
- Поглед из Земуна на Велико ратно острво и плажу Лидо.
- Плажа Лидо на Великом ратном острву.